# Dichoropetalum
Dichoropetalum är ett släkte i familjen flockblommiga växter.

## Arter
Enligt Plants of the World Online omfattar släktet 36 arter:

- Dichoropetalum achaicum (Halácsy) Pimenov & Kljuykov
- Dichoropetalum alanyensis Bilgili, Sağıroğlu & H.Duman
- Dichoropetalum alpigenum (Boiss.) Pimenov & Kljuykov
- Dichoropetalum alpinum Fenzl
- Dichoropetalum andacii Akpulat, Ecevit Genç & Akalın
- Dichoropetalum aromaticum (Rech.f.) Pimenov & Kljuykov
- Dichoropetalum aureum (Boiss. & Balansa) Pimenov & Kljuykov
- Dichoropetalum bupleuroides Pimenov & Kljuykov
- Dichoropetalum carvifolia (Vill.) Pimenov & Kljuykov
- Dichoropetalum caucasicum (M.Bieb.) Soldano, Galasso & Banfi
- Dichoropetalum chryseum (Boiss. & Heldr.) Pimenov & Kljuykov
- Dichoropetalum depauperatum (Boiss. & Balansa) Pimenov & Kljuykov
- Dichoropetalum golestanicum (Rech.f.) Pimenov & Kljuykov
- Dichoropetalum graminifolium (Boiss.) Pimenov & Kljuykov
- Dichoropetalum isauricum (Parolly & Nordt) Pimenov & Kljuykov
- Dichoropetalum junceum (Boiss.) Pimenov & Kljuykov
- Dichoropetalum kittaniae (Yıld.) Hand
- Dichoropetalum knappii (Bornm.) Kljuykov
- Dichoropetalum kyriakae (Hadjik. & Alziar) Hand & Hadjik.
- Dichoropetalum lavrentiadis (Strid & Papan.) Pimenov & Kljuykov
- Dichoropetalum longibracteolatum (Parolly & Nordt) Pimenov & Kljuykov
- Dichoropetalum minutifolium (Janka) Pimenov & Kljuykov
- Dichoropetalum munbyi (Boiss.) Pimenov & Kljuykov
- Dichoropetalum oligophyllum (Griseb.) Pimenov & Kljuykov
- Dichoropetalum palimbioides (Boiss.) Pimenov & Kljuykov
- Dichoropetalum paucijugum (DC.) Pimenov & Kljuykov
- Dichoropetalum platycarpum (Boiss.) Pimenov & Kljuykov
- Dichoropetalum pschawicum (Boiss.) Pimenov & Kljuykov
- Dichoropetalum ramosissimum (Mozaff.) Pimenov & Kljuykov
- Dichoropetalum schottii (Besser ex DC.) Pimenov & Kljuykov
- Dichoropetalum scoparium (Boiss.) Pimenov & Kljuykov
- Dichoropetalum seseloides (C.A.Mey.) Pimenov & Kljuykov
- Dichoropetalum stridii (Hartvig) Pimenov & Kljuykov
- Dichoropetalum viarium Lyskov & Kljuykov
- Dichoropetalum vittijugum (Boiss.) Pimenov & Kljuykov
- Dichoropetalum vuralii Özbek & Arslan
- Dichoropetalum × zirnichii (Cohrs) Reduron